# Dear Reader

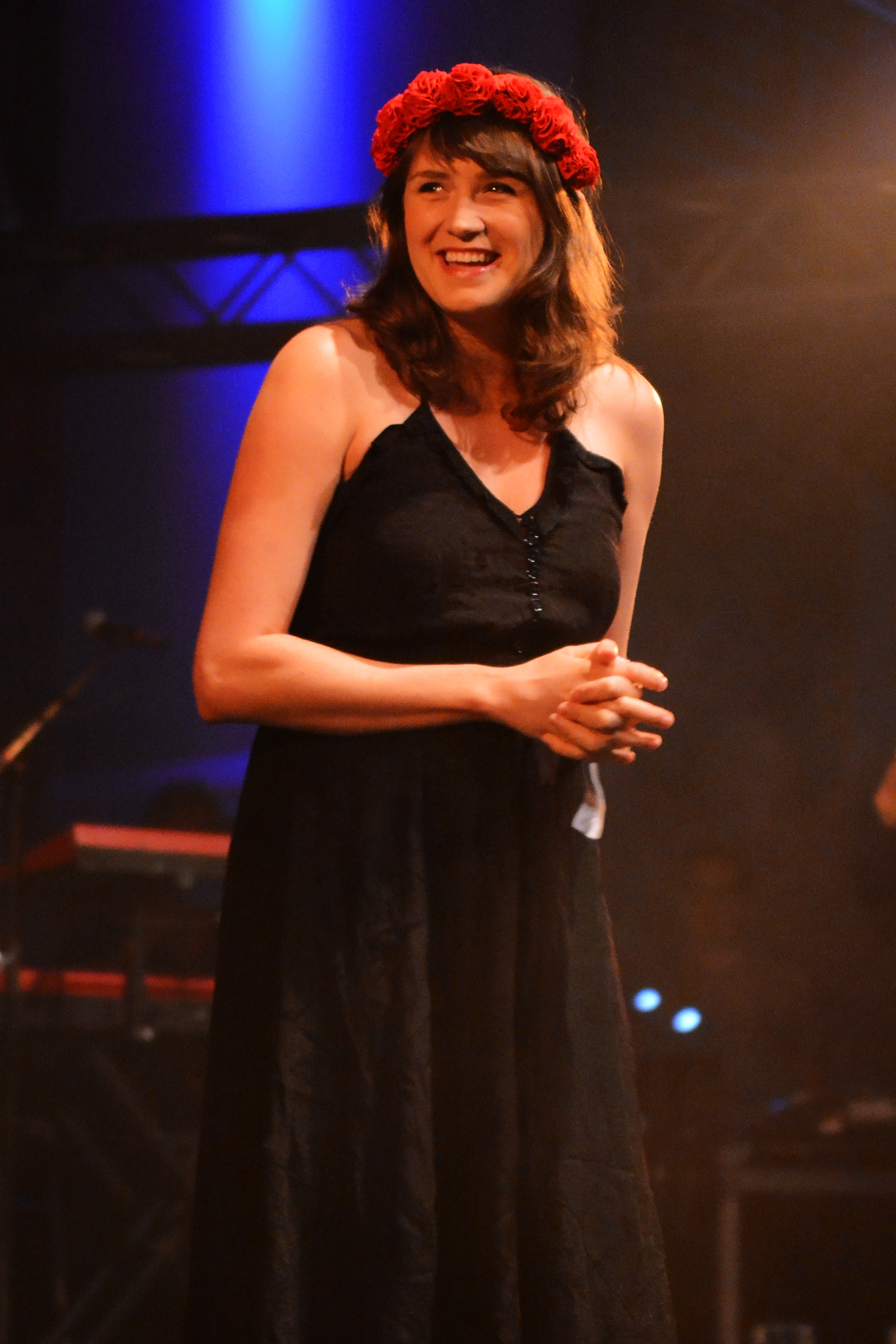
Cherilyn MacNeil

Dear Reader ist eine Indie-Pop-Band aus Johannesburg, Südafrika. Sie wurde 2006 von Sängerin und Songwriterin Cherilyn MacNeil und Produzent und Bassist Darryl Torr gegründet und ist seit 2010 ein Einzelprojekt von Cherilyn MacNeil.

## Geschichte
Im August 2006 veröffentlichten MacNeil und Torr ihr erstes Album The Younger bei der südafrikanischen Plattenfirma Just Music. Das Album wurde noch unter dem Bandnamen Harris Tweed veröffentlicht. 2008 änderte die Band ihren Namen in Dear Reader, da die schottische Textilfirma Harris-Tweed Einwände erhob.
2008 nahmen MacNeil und Torr ihr erstes Album unter dem Namen Dear Reader mit dem Titel Replace Why with Funny auf. Es wurde von Brent Knopf (Menomena, Ramona Falls) produziert. Bald darauf unterzeichneten sie einen Plattenvertrag mit dem Berliner Indie-Label City Slang und veröffentlichten ihr Album Replace Why with Funny im Februar 2009. In Europa wurde es von City Slang, in Südafrika weiterhin von Just Music veröffentlicht.
2010 gewann Replace Why with Funny eine Auszeichnung in der Kategorie Best English Adult Contemporary Album bei den South African Music Awards.
2010 trennten sich MacNeil und Torr einvernehmlich und MacNeil ließ sich in Berlin nieder, wo sie Songs für das nächste Dear-Reader-Album Idealistic Animals schrieb. Das Album wurde wieder in Zusammenarbeit mit Brent Knopf und verschiedenen anderen Freunden und Musikerinnen in Leipzig und Portland aufgenommen.
Idealistic Animals wurde im September 2011 in Deutschland und Südafrika veröffentlicht. Im restlichen Europa wurde es im November 2011 veröffentlicht.

## Diskografie

### Studio-Alben
- 2006: The Younger (als Harris Tweed)
- 2009: Replace Why with Funny
- 2011: Idealistic Animals
- 2013: Rivonia
- 2017: Day Fever

### Live-Alben
- 2013: We Followed Every Sound (mit dem Deutschen Filmorchester Babelsberg)

### Live-DVD
- 2007: Live Under the Pillows